# Dennis Johnson
Dennis Wayne Johnson, apelidado de "DJ" (Compton, Califórnia, 18 de setembro de 1954 — Austin, Texas, 22 de fevereiro de 2007) foi um basquetebolista profissional e treinador norte-americano.
Selecionado no Draft da NBA de 1976 pelo Seattle SuperSonics, Johnson começou sua carreira profissional como Ala-armador. Ele levou os Sonics ao seu único título da NBA em 1979, ganhando o prêmio de MVP das Finais. Depois de um curto período com o Phoenix Suns, ele se tornou o Armador titular do Boston Celtics, com quem ganhou mais dois títulos da NBA. 
Johnson foi selecionado para cinco All-Star Game, um vez pro Primeiro-Time e uma pro Segundo-Time da NBA, além de nove seleções consecutivas para a Primeira ou Segunda-Equipe de Defesa. Além de sua reputação como excelente defensor, Johnson era conhecido como um jogador decisivo que fez várias jogadas decisivas na história dos playoffs da NBA.
Os Celtics aposentaram a camisa #3 de Johnson, que está pendurada no TD Garden, a arena da equipe. Em 5 de abril de 2010, o Basketball Hall of Fame anunciou oficialmente que Johnson havia sido eleito postumamente. Ele foi formalmente introduzido em 13 de agosto. Ele é considerado por vários jornalistas esportivos como um dos jogadores mais subestimados de todos os tempos.

## Primeiros anos
Dennis Wayne Johnson nasceu como o oitavo de dezesseis filhos de uma assistente social e um pedreiro que viviam em Compton, Califórnia. Originalmente um fã de beisebol, Johnson aprendeu basquete com seu pai, mas parecia não ter nem o tamanho nem o talento para competir: quando adolescente na Dominguez High School, Johnson media apenas 1,75m e jogou apenas "Um ou dois minutos de cada jogo".
Após o colegial, ele trabalhou em vários empregos, incluindo um trabalho de US $ 2,75 por hora como motorista de empilhadeira, e jogou com seus irmãos em ligas de verão depois do trabalho. Com uma altura de 1,90, ele desenvolveu o que alguns mais tarde descreveram como "pernas de lançadores de foguetes", o que lhe permitiu saltar alto para pegar rebotes contra oponentes mais altos.
Jim White, o treinador do Los Angeles Harbor College, observara Johnson jogar basquete na rua, vendo ele se destacar defensivamente, White pediu para ele se inscrever no colégio. Johnson desistiu de seus empregos e teve médias de 18,3 pontos e 12,0 rebotes por jogo, levando Harbor a um título estadual. No entanto, o jovem não tinha disciplina, muitas vezes brigando com White e sendo expulso três vezes em dois anos.
No final de sua carreira, duas universidades ofereceram bolsas de estudo: Azusa Pacific University e Pepperdine. Johnson escolheu o segundo, e em seu único ano, ele teve uma média de 15,7 pontos, 5,8 rebotes e 3,3 assistências por jogo, e desenvolveu uma reputação de ser um ótimo defensor. Depois daquele ano, Johnson se elegeu para o Draft da NBA de 1976, mas estava cético quanto a qualquer equipe que o escolhesse. As equipes da NBA estavam receosas de escolhar um jogador com problemas de caráter e Johnson era conhecido por ser um desordeiro.

## Carreira profissional

### Seattle SuperSonics (1976–80)
O Seattle SuperSonics selecionou Johnson na segunda rodada do Draft de 1976 com a 29ª escolha e deu a ele um contrato de quatro anos, com o qual ele ganhou um salário de $ 45.000 no primeiro ano e $ 90.000 no último.
Em seu ano de estreia, Johnson foi reserva dos experiente Slics Watts e Fred Brown, onde teve uma média de 9,2 pontos e 1,5 assistências por jogo. Os Sonics terminaram com um recorde de 40-42 e não foram para os Playoffs, levando o treinador Bill Russell a renunciar. Na temporada seguinte, a equipe perdeu 17 dos 22 primeiros jogos sob o comando de Bob Hopkins, que foi substituído por Lenny Wilkens, que deu a titularidade a Johnson. Ele melhorou suas médias para 12,7 pontos e 2,8 assistências por jogo. Durante este período, Johnson jogava como Ala-armador e foi conhecido por sua enterrada agressiva, em contraste com os papéis mais cerebrais que ele desempenhou mais tarde em sua carreira. Foi nessa época que o apelido de "DJ" foi cunhado pelo locutor Bob Blackburn, para ajudar a distingui-lo dos companheiros de equipe, John Johnson e Vinnie Johnson (a quem Blackburn se referiu como "JJ" e "VJ", respectivamente).
Os Sonics terminaram a temporada regular com um recorde de 47-35 e se classificou para os playoffs. Depois de eliminar o Los Angeles Lakers, o atual campeão Portland Trail Blazers e o Denver Nuggets, eles enfrentaram o Washington Bullets nas finais da NBA de 1978. Em uma vitória por 93-92 no Jogo 3, Johnson teve 7 bloqueios - o maior número de bloqueios na história das Finais da NBA por um Armador. Os Sonics perderam em sete jogos, em parte por causa do Jogo 7 de Johnson, onde ele errou todas as suas 14 tentativas de arremessos. Johnson mais tarde reconheceu que ele simplesmente "engasgou"; ele prometeu nunca repetir isso novamente e creditou este jogo como uma lição importante para se tornar um jogador melhor.
Johnson e os Sonics se vingaram na temporada de 1978-79. Depois de ter um recorde de 52-30, a equipe enfrentou os Bullets novamente nas Finais da NBA. Depois de perder o Jogo 1, os Sonics venceu os quatro jogos seguintes e foram campeões. Johnson obteve uma média de quase 23 pontos, juntamente com seis rebotes e assistências por jogo. Ele foi nomeado MVP das Finais. Foi nessa temporada que Johnson se estabeleceu como um dos melhores da liga; Ele teve médias de 15,9 pontos e 3,5 assistências por jogo, e fez sua primeira aparição no Primeiro-Time de Defesa e no All-Star Game.
Durante a temporada seguinte, Johnson teve uma média de 19,0 pontos e 4,1 assistências, foi selecionado para o seu segundo All-Star Game e foi nomeado para o Primeiro-Time de Defesa e pro Segundo-Time da NBA. Os Sonics, no entanto, perderam nas Finais da Conferência Oeste para os Lakers. Por causa da abundância de talento na equipe, Johnson mais tarde chamou essa derrota de uma das piores decepções de sua carreira profissional.
No final da temporada, Johnson foi negociado para o Phoenix Suns em troca de Paul Westphal e de escolhas de draft.

### Phoenix Suns (1980–83)
Johnson estabeleceu-se ainda como um jogador de qualidade em Phoenix. Em seus três anos nos Suns, Johnson teve uma média de 17 pontos por jogo e foi forte defensivamente. Ele jogou em dois All-Star Games, foi votado três anos consecutivos para o Primeiro-Time de Defesa e ganhou sua única aparição na Primeiro-Time da NBA. Neste período, Johnson jogou como Ala-armador e se tornou o principal artilheiro da equipe, ao contrário de ser a segunda ou terceira opção como foi nos Sonics. Nos dois primeiros anos do período de Johnson, os Suns tiveram bastante sucesso, alcançando as semifinais da Conferência Oeste nas duas temporadas.
Como em Seattle, ele muitas vezes entrou em conflito com seu treinador, John MacLeod, e finalmente foi negociado pelo gerente geral, Jerry Colangelo, para o Boston Celtics em troca de Rick Robey e escolhas de draft.

### Boston Celtics (1983–90)
Johnson se juntou a um time liderado por Larry Bird, Robert Parish e Kevin McHale. Johnson descreveu juntar-se ao Celtics como um "sonho se tornado realidade" e gostou da tutela do gerente geral, Red Auerbach, que era "história viva" de acordo com Johnson.
Com os Celtics, Johnson mudou seu estilo de jogo pela terceira vez em sua carreira: depois de ser conhecido como um Ala-armador com uma enterrada ferroz com os Sonics, e um artilheiro com os Suns, ele agora estabeleceu-se como um armador que foi definido como Playmaker. Em seu primeiro ano como Celtics, ele teve uma média de 13,2 pontos e 4,2 assistências e foi eleito para o Segundo Time da Defesa. Os Celtics chegou às Finais da NBA de 1984, onde enfrentou o Los Angeles Lakers, seus intensos rivais desde os anos 1960. O Celtics venceu por 4-3 e Johnson assumiu o crédito pela marcação de Magic Johnson, limitando-o a uma média de 17 pontos. Como resultado, Magic Johnson foi chamado de "Tragic Johnson" sempre que os Lakers e os Celtics jogavam um contra o outro.
Na temporada de 1984-1985, Johnson continuou sendo um excelente defensor, ganhando sua convocação para a Segunda-Equipe de Defesa, com uma média de 16,9 pontos e 7,3 assistências por jogo. Os Celtics encontraram os Lakers nas Finais da NBA novamente. O grande momento de Johnson veio no jogo 4: quando o placar estava empatado em 105 e Larry Bird estava com a bola nos últimos segundos. Sendo duplamente marcado por Kareem Abdul-Jabbar e Magic Johnson, Bird passou para Johnson que fez a cesta que ganhou o jogo. Os Lakers, no entanto, se vingaram desta vez, vencendo a série em seis jogos, impulsionados pelo MVP, Abdul-Jabbar. Johnson descreveu essa derrota como uma das mais difíceis de sua carreira, porque os Celtics estavam "perto [de vencer a série]", mas "não conseguiam fazer o trabalho".
Na temporada seguinte, os Celtics voltaram aos playoffs, ajudados pelo desempenho de Johnson, que foi eleito para a Segunda-Equipe de Defesa novamente, ao computar 17,8 pontos e 6,7 assistências por jogo. Depois de derrotar o Milwaukee Bucks nas finais da Conferência Leste, os Celtics chegaram às Finais da NBA contra o promissor Houston Rockets, liderado pelas "Torres Gêmeas" Ralph Sampson e Hakeem Olajuwon. Liderado pelo MVP das Finais Larry Bird, os Celtics venceu os Rockets por 4–2 e Johnson ganhou seu terceiro título.
Os Celtics não conseguiu repetir o título em 1987, apesar de várias vitórias dramáticas nos playoffs. Johnson continuou forte defensivamente, ganhando mais uma aparição na Segunda-Equipe de Defesa. Nas Finais da Conferência Leste, os Celtics enfrentaram os Detroit Pistons e a série apresentou um grande nível de animosidade pessoal, com as brigas de Bill Laimbeer com Bird e Parish.
Os Jogos 6 e 7 também incluíram uma disputa entre Dennis Rodman e Johnson. No Jogo 6, que os Pistons ganharam, Rodman provocou Johnson nos segundos finais, acenando com a mão direita sobre a cabeça. Quando os Celtics ganhou o Jogo 7, Johnson voltou a Rodman nos últimos momentos do jogo e imitou seu gesto insultuoso. Nas Finais da NBA de 1987, no entanto, os Celtics sucumbiu ao Los Angeles Lakers por 4-2, com o craque dos Lakers e o vencedor das Finais, Magic Johnson, apresentando uma ótima performance, com média de 26 pontos e 13 assistências ao longo da série.
As próximas três temporadas foram decepcionantes para o envelhecido Celtics. Na temporada de 1987-1988, Johnson teve uma média de 12,6 pontos e 7,8 assistências, mas nos Playoffs de 1988, os Celtics não conseguiram vencer o Detroit Pistons nas Finais da Conferência Leste. Na temporada seguinte, Johnson (que estatisticamente caiu para 10.0 pontos e 6.6 assistências por jogo) e sua equipe foram para os Playoffs com um recorde de 42-40 (em grande parte devido à ausência de Larry Bird por quase toda a temporada), mas foram imediatamente eliminados na primeira rodada.
A temporada seguinte, 1989-90, foi a última de Johnson. O jogador de 35 anos saiu da titularidade em favor do jovem John Bagley, mas quando Bagley deslocou seu ombro, Johnson retornou com um alto nível de desempenho. Naquela temporada, Johnson foi titular em 65 de seus 75 jogos, com média de 7,1 pontos e 6,5 assistências, mas ox Celtics não conseguiu sobreviver à primeira rodada dos Playoffs.
Johnson se aposentou depois que os Celtics não lhe ofereceu um novo contrato no início da temporada de 1991. Durante sua cerimônia de aposentadoria, seu eterno adversário do Los Angeles Lakers, Magic Johnson, telegrafou para ele e o elogiou como "o melhor defensor de todos os tempos". Além disso, Larry Bird, chamou Johnson de "o melhor companheiro de equipe que ele já teve."

## Carreira como treinador
Depois de se aposentar como jogador, Johnson trabalhou como olheiro dos Celtics. Em 1993, ele se tornou o assistente técnico dos Celtics, cargo que ocupou até 1997.
Depois de passar vários anos fora dos holofotes, ele retornou como assistente técnico do Los Angeles Clippers em 2000, passando quatro temporadas lá. Por 24 jogos no final da temporada 2002-03, Johnson serviu como treinador interino após a saída do Alvin Gentry.
Mais tarde, Johnson trabalhou como olheiro do Portland Trail Blazers e, em 2004, foi nomeado treinador do Florida Flame, da G-League. Ele se tornou treinador do Austin Toros na temporada seguinte e manteve essa posição até sua morte, dois anos depois.

## Estatísticas
| † | Campeão da NBA |

### Temporada regular
| Ano      | Equipe   | PJ    | PT  | MPJ  | AP   | 3P   | LL   | RT  | AS  | BR  | TO  | PPJ  |
| -------- | -------- | ----- | --- | ---- | ---- | ---- | ---- | --- | --- | --- | --- | ---- |
| 1976–77  | Seattle  | 81    | –   | 20.6 | .504 | –    | .624 | 3.7 | 1.5 | 1.5 | 0.7 | 9.2  |
| 1977–78  | Seattle  | 81    | –   | 27.3 | .417 | –    | .732 | 3.6 | 2.8 | 1.5 | 0.6 | 12.7 |
| 1978–79† | Seattle  | 80    | –   | 34.0 | .434 | –    | .781 | 4.7 | 3.5 | 1.3 | 1.2 | 15.9 |
| 1979–80  | Seattle  | 81    | –   | 36.3 | .422 | .207 | .780 | 5.1 | 4.1 | 1.8 | 1.0 | 19.0 |
| 1980–81  | Phoenix  | 79    | –   | 33.1 | .436 | .216 | .820 | 4.6 | 3.7 | 1.7 | 0.8 | 18.8 |
| 1981–82  | Phoenix  | 80    | 77  | 36.7 | .470 | .190 | .806 | 5.1 | 4.6 | 1.3 | 0.7 | 19.5 |
| 1982–83  | Phoenix  | 77    | 74  | 33.1 | .462 | .161 | .791 | 4.4 | 5.0 | 1.3 | 0.5 | 14.2 |
| 1983–84† | Boston   | 80    | 78  | 33.3 | .437 | .125 | .852 | 3.5 | 4.2 | 1.2 | 0.7 | 13.2 |
| 1984–85  | Boston   | 80    | 77  | 37.2 | .462 | .269 | .853 | 4.0 | 6.8 | 1.2 | 0.5 | 15.7 |
| 1985–86† | Boston   | 78    | 78  | 35.0 | .455 | .143 | .818 | 3.4 | 5.8 | 1.4 | 0.4 | 15.6 |
| 1986–87  | Boston   | 79    | 78  | 37.1 | .444 | .113 | .833 | 3.3 | 7.5 | 1.1 | 0.5 | 13.4 |
| 1987–88  | Boston   | 77    | 74  | 34.7 | .438 | .261 | .856 | 3.1 | 7.8 | 1.2 | 0.4 | 12.6 |
| 1988–89  | Boston   | 72    | 72  | 32.1 | .434 | .140 | .821 | 2.6 | 6.6 | 1.3 | 0.3 | 10.0 |
| 1989–90  | Boston   | 75    | 65  | 27.1 | .434 | .042 | .843 | 2.7 | 6.5 | 1.1 | 0.2 | 7.1  |
| Carreira | Carreira | 1,100 | 673 | 32.7 | .445 | .172 | .797 | 3.9 | 5.0 | 1.3 | 0.6 | 14.1 |
| All-Star | All-Star | 5     | 0   | 19.6 | .541 | –    | .864 | 3.6 | 1.8 | 1.0 | 0.8 | 11.8 |

### Playoffs
| Ano      | Equipe   | PJ  | PT | MPJ  | AP   | 3P   | LL    | RT  | AS  | BR  | TO  | PPJ  |
| -------- | -------- | --- | -- | ---- | ---- | ---- | ----- | --- | --- | --- | --- | ---- |
| 1978     | Seattle  | 22  | –  | 37.6 | .412 | –    | .704  | 4.6 | 3.3 | 1.0 | 1.0 | 16.1 |
| 1979†    | Seattle  | 17  | –  | 40.1 | .450 | –    | .771  | 6.1 | 4.1 | 1.6 | 1.5 | 20.9 |
| 1980     | Seattle  | 15  | –  | 38.8 | .410 | .333 | .839  | 4.3 | 3.8 | 1.8 | 0.7 | 17.1 |
| 1981     | Phoenix  | 7   | –  | 38.1 | .473 | .200 | .762  | 4.7 | 2.9 | 1.3 | 1.3 | 19.6 |
| 1982     | Phoenix  | 7   | –  | 38.7 | .477 | .000 | .769  | 4.4 | 4.6 | 2.1 | 0.6 | 22.3 |
| 1983     | Phoenix  | 3   | –  | 36.0 | .458 | .000 | .833  | 7.7 | 5.7 | 1.7 | 0.7 | 18.0 |
| 1984†    | Boston   | 22  | –  | 36.7 | .404 | .429 | .867  | 3.6 | 4.4 | 1.1 | 0.3 | 16.6 |
| 1985     | Boston   | 21  | 21 | 40.4 | .445 | .000 | .860  | 4.0 | 7.3 | 1.5 | 0.4 | 17.3 |
| 1986†    | Boston   | 18  | 18 | 39.7 | .445 | .375 | .798  | 4.2 | 5.9 | 2.2 | 0.3 | 16.2 |
| 1987     | Boston   | 23  | 23 | 41.9 | .465 | .115 | .850  | 4.0 | 8.9 | 0.7 | 0.3 | 18.9 |
| 1988     | Boston   | 17  | 17 | 41.3 | .433 | .375 | .796  | 4.5 | 8.2 | 1.4 | 0.5 | 15.9 |
| 1989     | Boston   | 3   | 1  | 19.7 | .267 | –    | –     | 1.3 | 3.0 | 1.0 | 0.0 | 2.7  |
| 1990     | Boston   | 5   | 5  | 32.4 | .484 | .333 | 1.000 | 2.8 | 5.6 | 0.4 | 0.4 | 13.8 |
| Carreira | Carreira | 180 | 85 | 38.9 | .439 | .239 | .802  | 4.3 | 5.6 | 1.4 | 0.6 | 17.3 |

Fonte:

## Legado

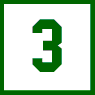
Em 1991, o Boston Celtics aposentou a camisa número 3 de Dennis Johnson.

Em 1100 jogos, Johnson marcou 15.535 pontos, pegou 4.249 rebotes e deu 5.499 assistências, traduzindo-se em médias de 14,1 pontos, 3,9 rebotes e 5,0 assistências por jogo em sua carreira. Johnson também é reconhecido pela NBA como um "money player", que participou de momentos decisivos, como marcar 32 pontos para sua equipe em uma vitória no Jogo 4 das Finais da NBA de 1979, marcando Magic Johnson nas Finais da NBA de 1984 e convertendo uma cesta no último segundo no Jogo 5 da final da Conferência Leste de 1987.
Além disso, Johnson é elogiado pela sua versatilidade e por sua durabilidade: em 14 temporadas da NBA, ele jogou em 1.100 de 1.148 jogos possíveis além de  180 jogos de playoffs. Em sua aposentadoria, Johnson foi apenas o 11º jogador da NBA a acumular mais de 15.000 pontos e 5.000 assistências.
Em 13 de dezembro de 1991, os Celtics aposentou sua camisa número 3. No entanto, Johnson não viveu para ver uma introdução ao Basketball Hall of Fame, que só aconteceu em 3 de abril de 2010.
O prêmio de Treinador do Ano da G-League recebe o nome de Johnson.

## Vida pessoal
Dennis Johnson era casado com Donna e teve três filhos chamados Dwayne, Denise e Daniel. Johnson também era conhecido por sua aparência: ele tinha sardas e cabelos vermelhos.
Em 20 de outubro de 1997, Johnson foi preso durante a noite por supostamente segurar uma faca na garganta da esposa e ameaçar seu filho de 17 anos. Johnson foi mais tarde acusado de agressão agravada e foi ordenado a ficar longe de sua família. Os promotores desistiram do caso vários meses depois, depois que sua esposa se recusou a prestar queixa. Johnson supostamente foi ao aconselhamento para reparar seu casamento.

### Morte
Em 22 de fevereiro de 2007, no Austin Convention Center, Johnson teve um ataque cardíaco no final de um treino do Austin Toros. Depois de ser levado às pressas para um hospital próximo, ele não pôde ser ressuscitado e mais tarde foi declarado morto. 
A morte de Johnson foi recebida com choque em toda a NBA. Entre outros, Danny Ainge, companheiro dele nos Celtics, chamou-o de "um dos jogadores mais subestimados de todos os tempos [...] e uma das maiores aquisições dos Celtics."